# سپیدار

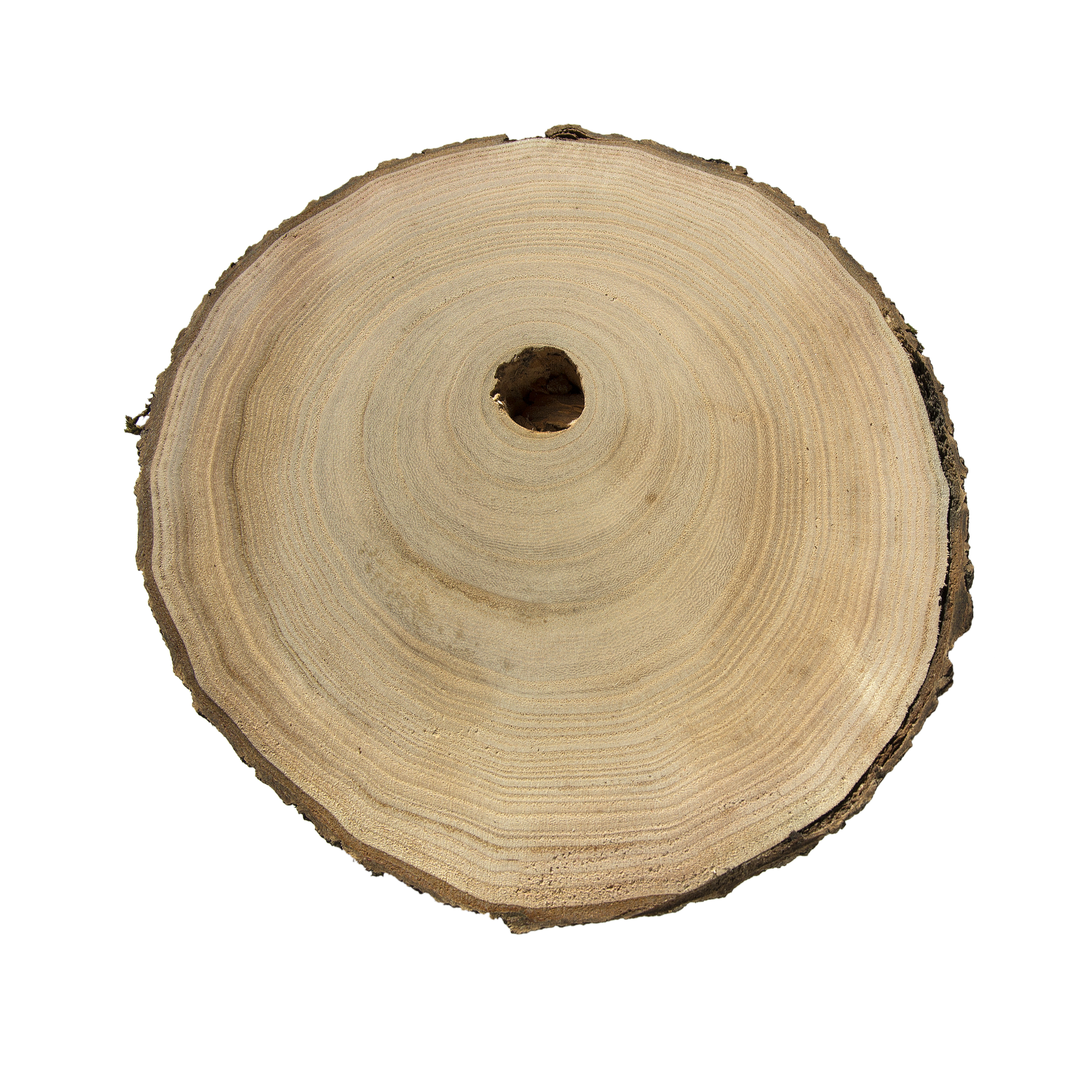
Populus alba

سپیدار، سفیدار، کبوده ، سفیدال (نام علمی: Populus alba) (یا به طور دقیق‌تر سپیدار اوراسیایی)، درختی است از راسته مالپیگی‌سانان (Malpighiales)، تیرهٔ بیدیان (Salicaceae) است.
سپیدار درختی برگریز است با شاخه‌های گسترده و فرم باز و ارتفاع زیاد که گاهی به ۲۵ متر نیز می‌رسد. پوست تنهٔ آن سفید مایل به خاکستری و شاخه‌هایش سفید مایل به سبزند. شاخه‌ها و جوانه‌ها با پرزهای سفید و نرم پوشیده شده‌است. ریشه‌های سطحی و با رشد افقی و بسیار قوی و نفوذگر هستند. سپیدارها معمولاً به صورت قلمستان کاشته می‌شوند و بعد از بزرگ شدن بریده و با آنها برای ساخت تیر چوبی، کاغذ و مبل استفاده می‌شود. سپیدار در اصفهان بسیار انبوه است. این درخت دارای رشد زیاد است و در برابر کم‌آبی اصلاً مقاوم نیست.

## برگ
برگ‌ها ساده و متناوب به طول ۴ تا ۱۵ سانتی‌متر و عرض ۴ تا ۹ سانتی‌متر، دندانه‌دار و دارای ۵ لوب عمیق است. سطح فوقانی سبز تیره براق و سطح زیرین آنها سفید مات و پوشیده از کرک‌های نرم می‌باشد. سطح زیرین برگ‌های سپیدار دارای کرک‌های سفیدی است و سطح فوقانی برگ‌ها سبز تیره است و همین اختلاف رنگ زیاد سبب می‌شود هنگام تکان خوردن برگ‌ها، به نظر برسد درخت برق می‌زند. به غیر از سطح زیرین برگ‌ها، جوانه‌ها و دانه‌های این درخت نیز با کرک‌های سفید پوشیده شده‌است. به همین دلیل به آن سپیدار (سپید+دار) یا درخت سپید گفته می‌شود. پیش از ریزش برگ‌ها رنگ طلائی روشن تا زرد به خود می‌گیرند.

## گل و میوه و ریشه
گل‌ها در گل آذین دم گربه‌ای و فاقد ارزش زینتی ظاهر می‌شوند. میوهٔ سپیدار ارزش زینتی ندارد. ریشه‌اش سطحی، گسترده و تهاجمی است.

## آب‌وهوا
مقاوم به گرما و سرما، سازش‌پذیر. شرایط ساحلی و همچنین بادهای متوسط را تحمل می‌کند ولی شاخه‌ها در بادهای شدید می‌شکند و درخت واژگون می‌شود.

## خاک
در هر نوع خاکی به خوبی رشد می‌کند. خاک‌های مرطوب و خشک را تحمل می‌کند. در تابش مستقیم نور خورشید و نیم‌سایه خوب رشد می‌کند.
هرس:
هرس‌های سنگین را قبول می‌کند. نهال جوان نیاز به هرس فرم دارد. مناسب‌ترین زمان برای هرس، فصل پاییز می‌باشد زمان هرس معمولاً در اوایل زمستان انجام می‌گیرد.
نفع و زیان:
از چوب این درخت برای ایجاد سایبان، کنترل فرسایش خاک و در صنایع کاغذسازی و جعبه‌سازی استفاده می‌شود.
از عیب‌های این گیاه این است که به دلیل ریشه‌های تهاجمی‌اش بهتر است حداقل ۹ متر دورتر از تأسیسات و لوله‌ها کشت شود. همچنین تنه جوش‌های زیادی نیز تولید می‌کند.
از جمله آفات این گیاه شته‌ها، سوسک چوبخوار و از بیماری‌های این گیاه فتیله نارنجی است.
در یک اشتباه رایج عامیانه، درختان تبریزی و سپیدار را برخی در گفتار صنوبر می‌گویند. از نیمهٔ دوم سدهٔ چهاردهم بدین سو این اشتباه به برخی کتاب‌ها نیز راه یافته‌است.